# 698
698 (DCXCVIII) fue un año común comenzado en martes del calendario juliano, en vigor en aquella fecha.

## Acontecimientos
- Los árabes conquistan Cartago a los bizantinos, resultando destruida definitivamente.
- Muza se convierte en el gobernador del Norte de África, conquistada por el Califato Omeya.
- El rey visigodo Égica asocia a su hijo Witiza al trono.
- Tiberio III depone a Leoncio y se hace con el poder en el Imperio bizantino.
- El Sínodo de Aquilea pone fin al Cisma de los Tres Capítulos, retornando los obispados del Patriarcado de Aquilea a la comunión con Roma.
- Wilibrodo, arzobispo de Utrecht (695-696) funda el monasterio de Echternach, en Luxemburgo.

## Nacimientos
- Abu Hanifa, jurista musulmán.
- Wang Wei, poeta chino.
- Wang Changling, poeta y funcionario chino.

## Fallecimientos
- Eadberto, obispo de Lindisfarne.